# Cho Chang

Cho Chang je izmišljen lik iz serije fantazijskih romanov o Harryju Potterju britanske pisateljice J. K. Rowling. Je članica drznvraanske ekipe za quidditch. Harry jo prvič opazi na tekmi v tretji knjigi.
Cho Chang se dolgo videva s Cedricom Diggoryjem, dokler ga Mrlakenstein ne ubije.
Harry je vanjo zaljubljen in v petem letniku ga Cho večkrat poišče ter se z njim skuša pogovoriti na samem. Harry s Cho doživi svoj prvi poljub. Kljub spletu nesrečnih naključij, zaradi katerih Harry poleg nje pogosto izpade precej smešen, se nekaj časa videvata, dokler Cho Harryja po enem njunih vse pogostejših prepirov ne zapusti.